# Alipay

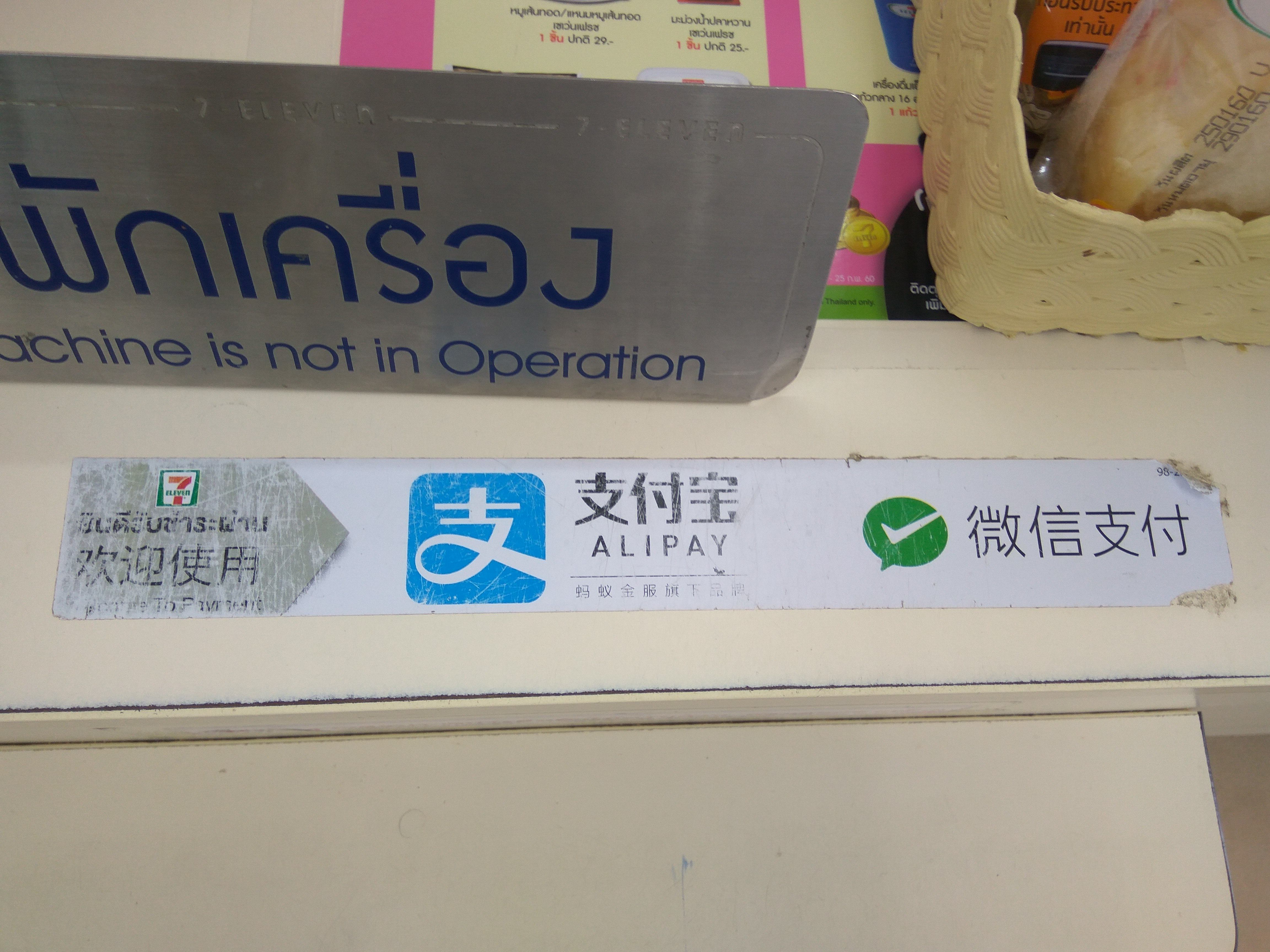
タイにあるセブンイレブンのレジ前に貼ってある払可能案内

Alipay（アリペイ、中国語: 支付宝、拼音: Zhīfùbǎo）とは、中華人民共和国のアリババグループの決済およびライフスタイルサービスで、主にはオンラインとオフラインの決済機能を提供している。運営はアリババグループの関連会社のアント フィナンシャル サービス グループが行っている。

## 概要
2013年、モバイル決済サービスの処理額が1500億ドル近くに達し、これは同年のPaypalとSquare, Inc.のモバイル決済額を合わせた額よりも多い。2016年第四半期も、2015年のシェア71％から、同業他社の微信支付のシェアが急伸したため54％に下がっているが世界最大規模のモバイル決済を行っている。
また、アリペイの金融商品（マネー・マーケット・ファンド）の余額宝は2018年当時約4%の年利が付いた。この年利が中国で銀行に預けるよりも高く設定されていることが、利用者の拡大に寄与している。
中国で、地下鉄のような交通費や水道光熱費など普段での大部分の費用を支払えるようになった。
元々、中国居住者以外は利用不可であったが、2019年11月より Tour Pass を導入し利用可能になった。Tour Pass の決済手数料は5%。2023年7月21日より、中国国外のクレジットカードも直接扱えるようになり、VISA、マスターカード、ダイナースクラブ、ディスカバーカードに対応した。200元超の決済手数料は3%。

## 歴史
2004年12月、中華人民共和国にてサービスを開始した。
2014年10月16日にAlipayはアント・フィナンシャルサービスにリブランドされた。
日本
日本では、2017年1月24日よりローソンでサービスを開始。
リクルートライフスタイルの「モバイル決済 for Airレジ」にも対応。
2018年に日本でQRコード決済のPayPayがサービス開始し、日本のPayPay対応店舗の一部で利用できるようになった。
海外
2017年4月、ドイツのスーパーマーケットRossmannで支払可能になった。
2017年、「First Data」と提携して、アメリカで利用可能になった。
英国、フランスなどの欧州国家でも利用できる。

### ユーザー数の推移
| 日付           | ユーザー数  | 備考                                               |
| -------------- | ----------- | -------------------------------------------------- |
| 2007年9月1日   | 5000万人    |                                                    |
| 2007年末       | 約6000万人  |                                                    |
| 2008年5月      | 8000万人    |                                                    |
| 2008年8月31日  | 1億人       |                                                    |
| 2009年7月6日   | 2億人       |                                                    |
| 2010年3月14日  | 3億人       |                                                    |
| 2018年3月31日  | 8億7000万人 | アリペイと、パートナープロバイダの累計ユーザー数。 |
| 2018年11月28日 | 9億人       | 全世界のユーザー数                                 |
| 2019年1月9日   | 10億人      | 全世界のユーザー数                                 |